# Елфи Цин
Елфи Цин рођена Рост (Ратебург Мекленбург-Западна Померанија, Источна Немачка 24. август 1953) је источмонеммачка атлетичарка, специјалиста за трчање на средње стазе. Освојила је бронзану медаљу у трци на 800 метара на Олимпијским играма 1976. у Монтреалу.
Била је успешна и на такмичењима у дворани. Тако је као друга завршила на Европском првенству 1973..
Елфи Цин је професионални фотограф, а радила је до распада Источне Немачке у Министарству спољних послова.